# Since You Went Away
Since You Went Away is een met een Oscar voor beste muziek bekroonde film uit 1944 onder regie van John Cromwell. De film is gebaseerd op het boek Since You Went Away: Letters to a Soldier from His Wife van Margaret Buell Wilder. In Nederland werd de film destijds onder de titel Vermist uitgebracht.

## Verhaal
De film begint op 12 januari 1943. Anne Hilton heeft zojuist afscheid genomen van haar echtgenoot Tim, die het leger in is gegaan tijdens de Tweede Wereldoorlog. Ze is eenzaam en verbitterd en wordt overgelaten aan de zorg voor haar kinderen Jane en Brig. Tims keuze zijn familie en baan te verwaarlozen om zijn land te dienen, resulteert erin dat Anne er financieel slecht voor staat. Ze is zelfs gedwongen dienstmeid Fidelia te ontslaan.
Anne zoekt hulp bij meneer Mahoney, de gulle eigenaar van een winkel. Ze wordt aangeraden een kamer te verhuren aan een gewonde soldaat. Ze volgt de raad op en plaatst een advertentie in de krant. Deze wordt beantwoord door de gepensioneerde kolonel William G. Smollett, die bij de familie intrekt. De familie gaat er langzaam maar zeker op vooruit. Uiteindelijk mag Fidelia weer intrekken bij de familie.
Als ze in een bar afspreekt met een vriendin, ontmoet Anne luitenant Tony Willett, een oude vriend van de familie. Tony zoekt een plek om te overnachten en Anne biedt onderdak aan. Tijdens zijn verblijf wordt Jane, inmiddels een laatstejaars op de middelbare school, verliefd op hem. Niet veel later gaat de familie Hilton naar een feest. Jane gaat met Bill, de kleinzoon van kolonel Smollett. Anne ontmoet op het feest Johnny Mahoney, de kleinzoon van meneer Mahoney. Na zijn vertrek komt Johnny om bij een vliegtuigongeluk. Dit is de eerste keer dat Anne te maken krijgt met een tragedie veroorzaakt door de oorlog.
Op een gegeven moment vertrekt ook Tony om het leger in te gaan. Jane wordt gebroken achtergelaten en brengt hierna al haar tijd door met Bill. Hij vertelt haar in vertrouwen dat zijn grootvader niet meer met hem wil spreken. Hij legt uit dat hij de familienaam ten schande heeft gemaakt door geschorst te worden van West Point. Jane leeft mee met Bill en keert zich tegen kolonel Smollett. Ze vervreemdt van haar moeder als ze aankondigt na haar schooldiploma niet te willen studeren.
Tijdens de uitreiking wordt aangekondigd dat Tim de familie kort zal bezoeken. Na enkele omstandigheden lopen ze elkaar echter mis. Op de terugreis naar huis verandert Anne van gedachten en geeft Jane toestemming te werken als zuster. Niet veel later krijgen ze het bericht dat Tim wordt vermist. Alle familieleden zijn vol van verdriet en bidden voor Tims welzijn.
Jane en Bill worden niet veel later koppel. Als Bill aankondigt ook het leger in te zullen gaan, plannen ze om na de oorlog met elkaar te trouwen. Kolonel Smollett wil vlak voor Bills vertrek het bijleggen, maar hij arriveert te laat op het treinstation waar hij is vertrokken. Vlak nadat het nieuws komt dat Bill is omgekomen, keert Tony terug. Op kerstavond krijgt de familie te horen dat er spoor is gevonden van Tim. Hij kondigt aan zo snel mogelijk terug te zullen keren naar huis.

## Rolverdeling
| Acteur            | Personage                               |
| ----------------- | --------------------------------------- |
| Claudette Colbert | Mevrouw Anne Hilton                     |
| Jennifer Jones    | Jane Deborah Hilton                     |
| Joseph Cotten     | Tony Willett                            |
| Shirley Temple    | Bridget 'Brig' Hilton                   |
| Monty Woolley     | Kolonel William G. Smollett             |
| Lionel Barrymore  | Clergyman                               |
| Robert Walker     | Korporaal William G. 'Bill' Smollett II |
| Hattie McDaniel   | Fidelia                                 |
| Agnes Moorehead   | Mrs. Emily Hawkins                      |
| Alla Nazimova     | Zofia Koslowska                         |
| Albert Bassermann | Dokter Sigmund Gottlieb Golden          |
| Keenan Wynn       | Luitenant Solomon                       |
| Guy Madison       | Zeiler Harold E. Smith                  |
| Craig Stevens     | Danny Williams                          |

## Achtergrond
In juni 1942 kondigde David O. Selznick aan dat hij een oorlogsdrama wilde maken. Hij besloot het verhaal Since You Went Away: Letters to a Soldier from His Wife te verfilmen en kocht in juni 1943 de rechten ervan voor $30.000. Hij plande in eerste instantie de film zelf te regisseren, maar besloot later dit aan een ander over te laten.
Irene Dunne, Helen Hayes en Rosalind Russell waren alle drie potentiële kanshebbers voor de rol van Anne, die later naar Colbert ging. Colbert wilde deze rol in eerste instantie niet spelen, omdat haar personage de moeder is van twee volwassen kinderen. Later veranderde ze van gedachten toen columnist Hedda Hopper haar ervan overtuigde dat het een geschikte rol voor haar zou zijn.
De film werd een groot succes na de uitbrengst. Het leverde negen Oscarnominaties op en won er één in de categorie Beste Muziek. De film werd ook genomineerd in onder meer de categorieën Beste Film, Beste Actrice (Colbert) en Beste Vrouwelijke Bijrol (Jones).